# Liste der Monuments historiques in Férolles-Attilly
Die Liste der Monuments historiques in Férolles-Attilly führt die Monuments historiques in der französischen Gemeinde Férolles-Attilly auf.

## Liste der Objekte
| Bezeichnung          | Beschreibung                 | Standort                        | Kennzeichnung | Schutzstatus | Datum | Bild |
| -------------------- | ---------------------------- | ------------------------------- | ------------- | ------------ | ----- | ---- |
| Gemälde Kreuzabnahme | signiert: „IEAN SNELLE 1663“ | in der Kirche St-Germain (Lage) | PM77001955    | Classé       | 1905  |      |